# NHL Entry Draft 1989
Der NHL Entry Draft 1989 fand am 17. Juni 1989 im Met Center in Bloomington im US-Bundesstaat Minnesota statt. Bei der 27. Auflage des NHL Entry Draft wählten die Teams der National Hockey League (NHL) in zwölf Runden insgesamt 252 Spieler aus. Als First Overall Draft Pick wurde als erster Schwede überhaupt der Center Mats Sundin von den Nordiques de Québec ausgewählt. Auf den Positionen zwei und drei folgten Dave Chyzowski für die New York Islanders und Scott Thornton für die Toronto Maple Leafs. Die Reihenfolge des Drafts ergab sich aus der umgekehrten Abschlusstabelle der abgelaufenen Spielzeit 1988/89, wobei die Playoff-Teams nach den Mannschaften an der Reihe waren, die die Playoffs verpasst hatten.
Der Entry Draft 1989 war stark europäisch geprägt, so wurde Mats Sundin nicht nur zum ersten europäischen Gesamtersten der NHL-Historie, sondern stellt mit seinem Landsmann Nicklas Lidström sowie den beiden Russen Sergei Fjodorow und Pawel Bure auch die bisherigen Hall-of-Fame-Mitglieder dieses Jahrgangs. Zu weiteren nennenswerten Europäern gehören unter anderem Robert Holík, Olaf Kölzig, Robert Reichel, Josef Beránek, Wladimir Malachow, Artūrs Irbe und Wladimir Konstantinow, während Nordamerika unter anderem mit Stu Barnes, Bill Guerin, Mike Sillinger, Adam Foote, Patrice Brisebois, Byron Dafoe, Kris Draper, Dallas Drake sowie Donald Audette namhaft vertreten ist.

## Draftergebnis

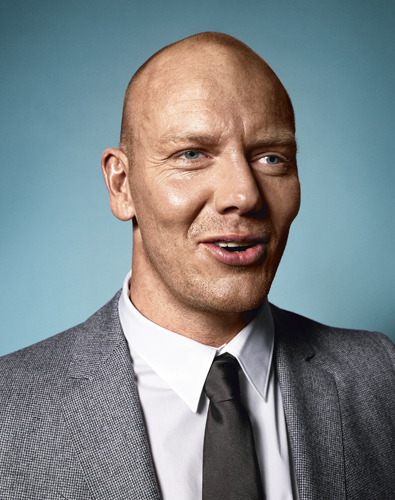
Mats Sundin, gewählt an Position 1

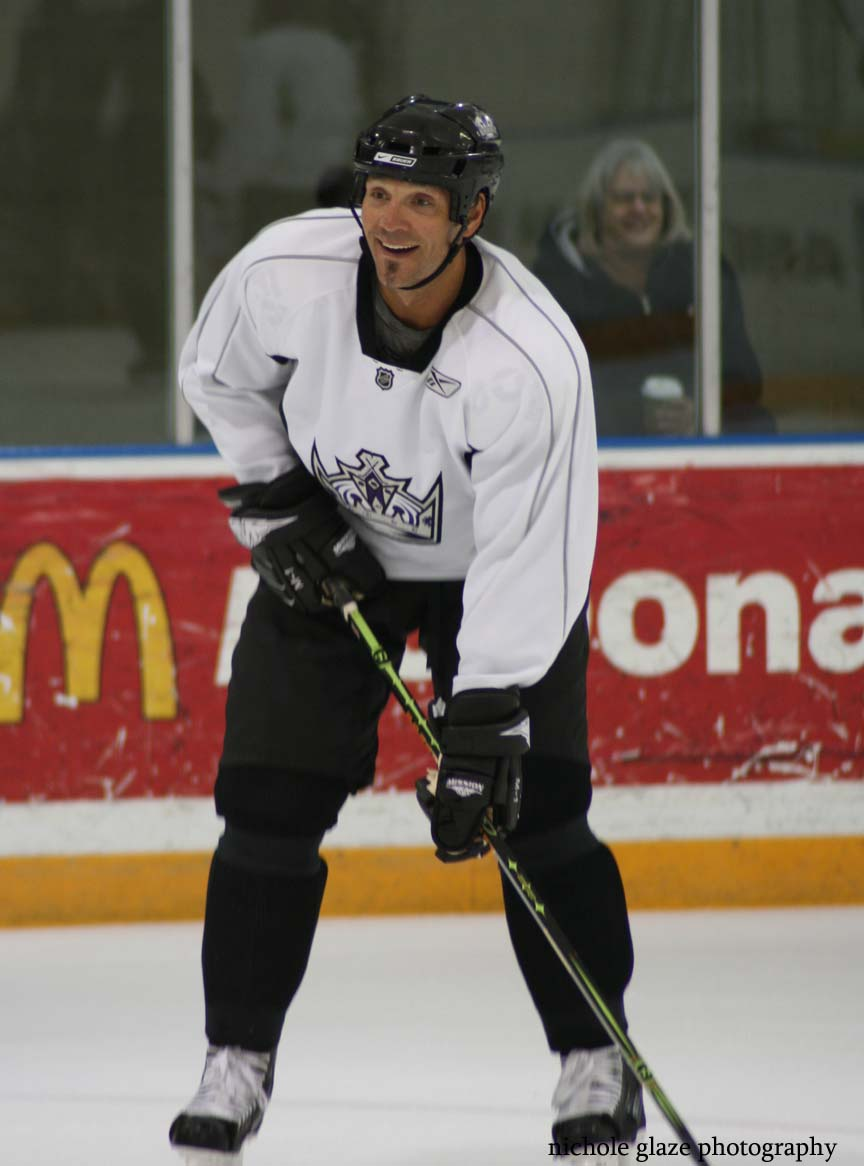
Scott Thornton, gewählt an Position 3

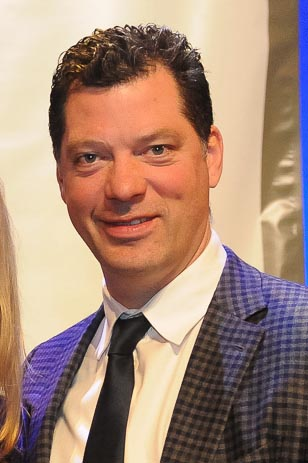
Bill Guerin, gewählt an Position 5

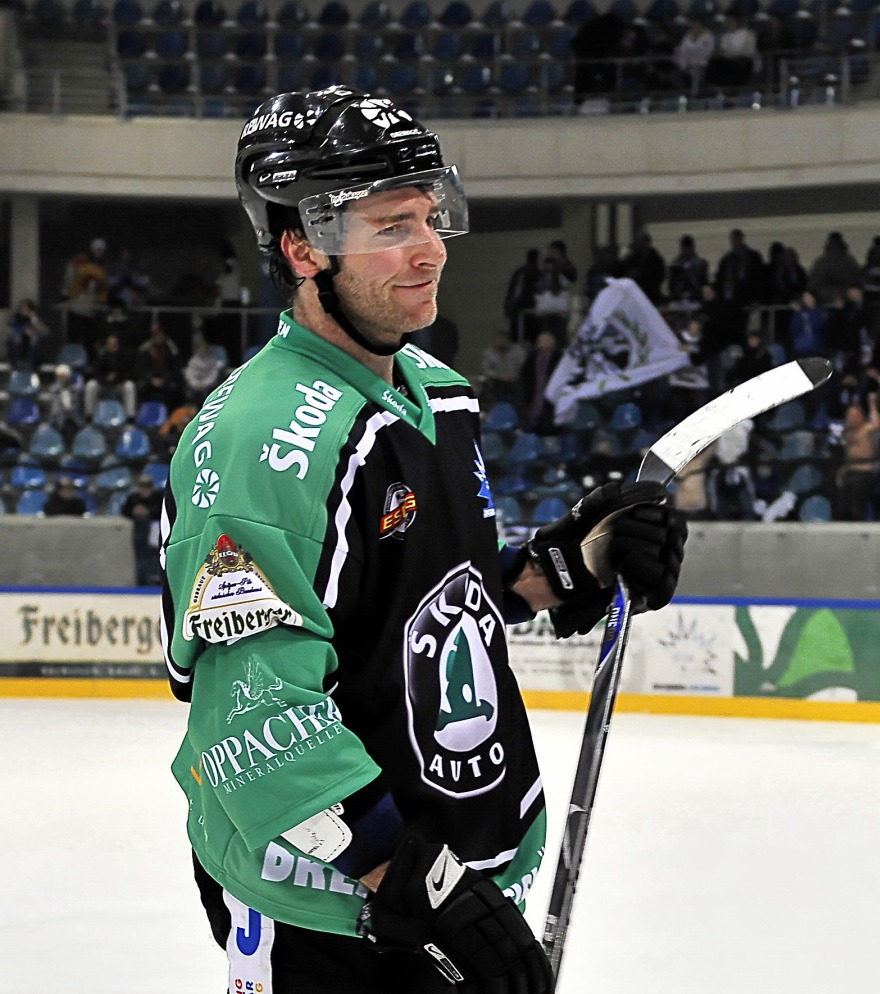
Jason Miller, gewählt an Position 18

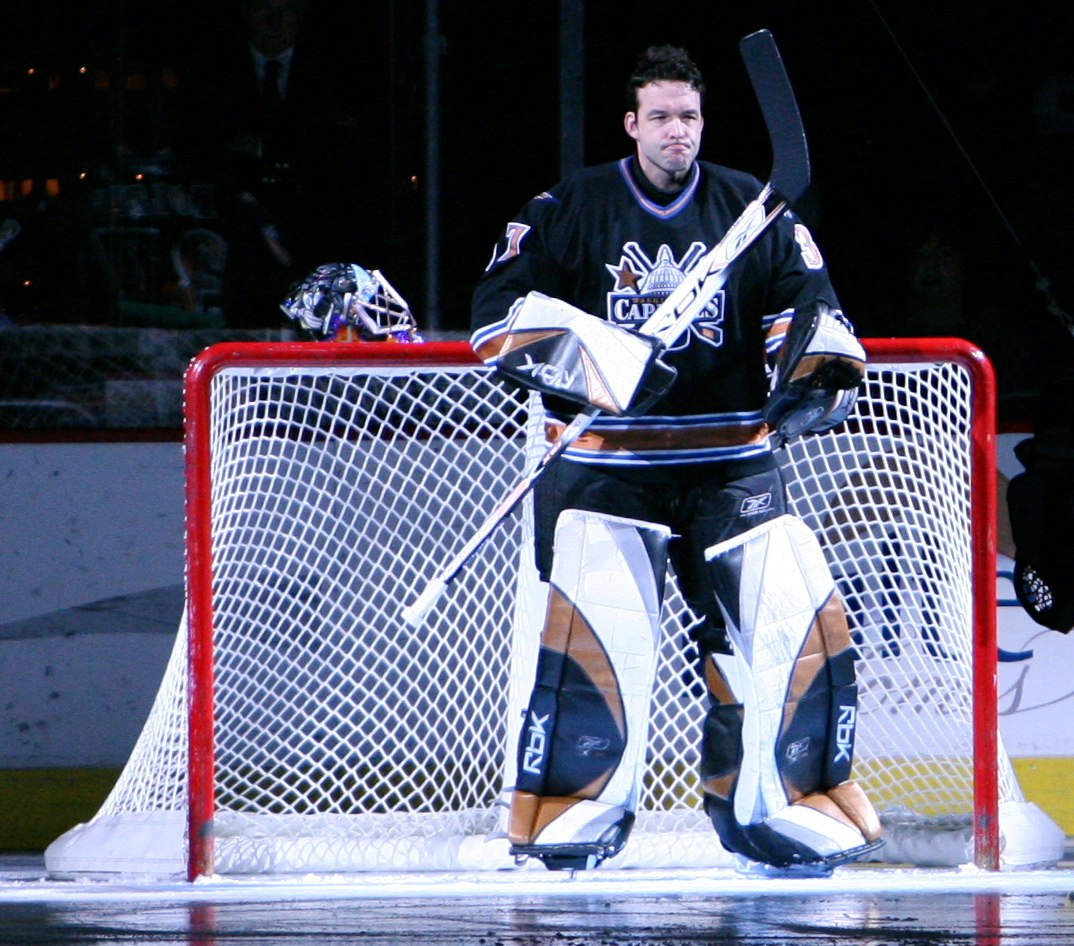
Olaf Kölzig, gewählt an Position 19

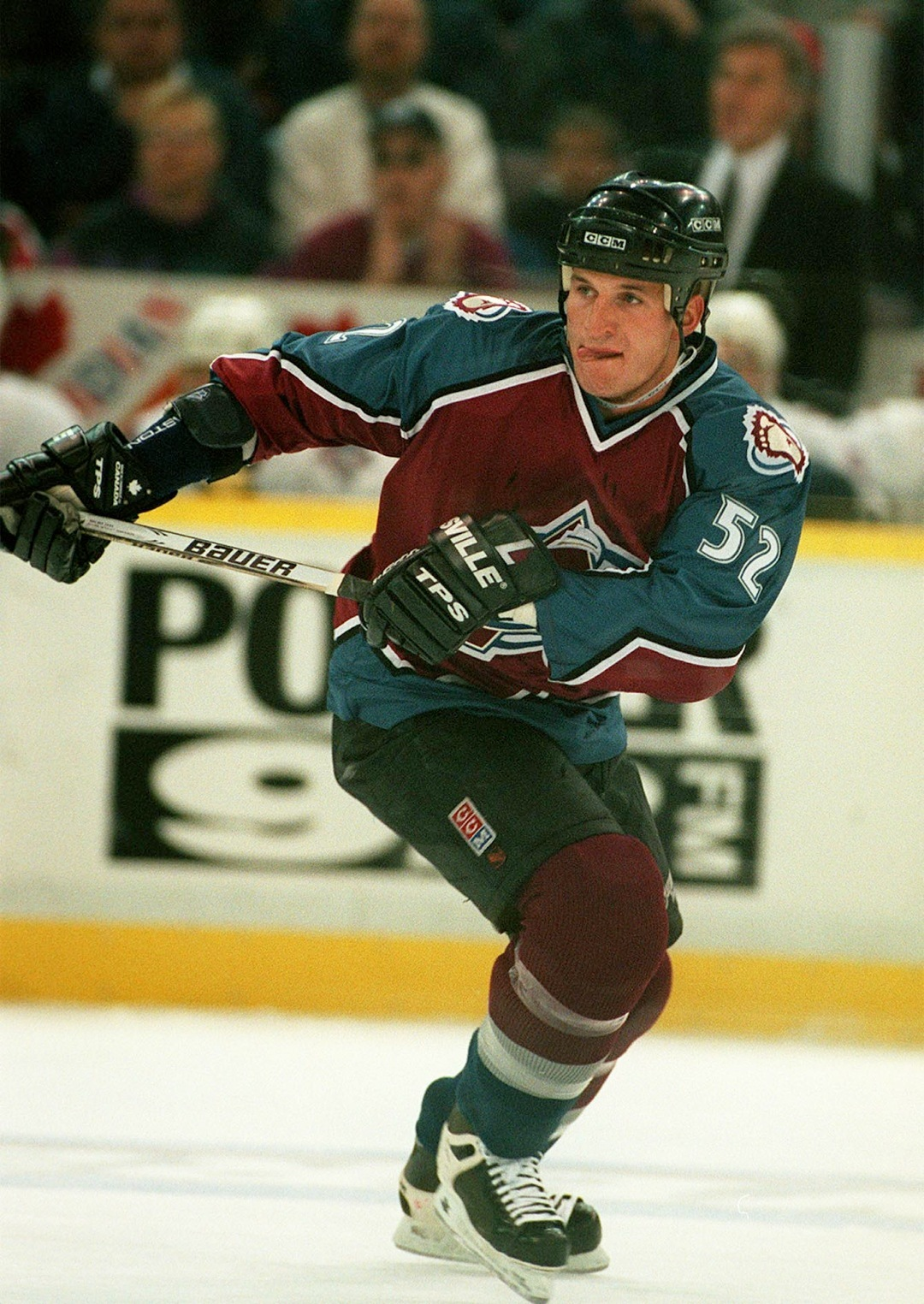
Adam Foote, gewählt an Position 22

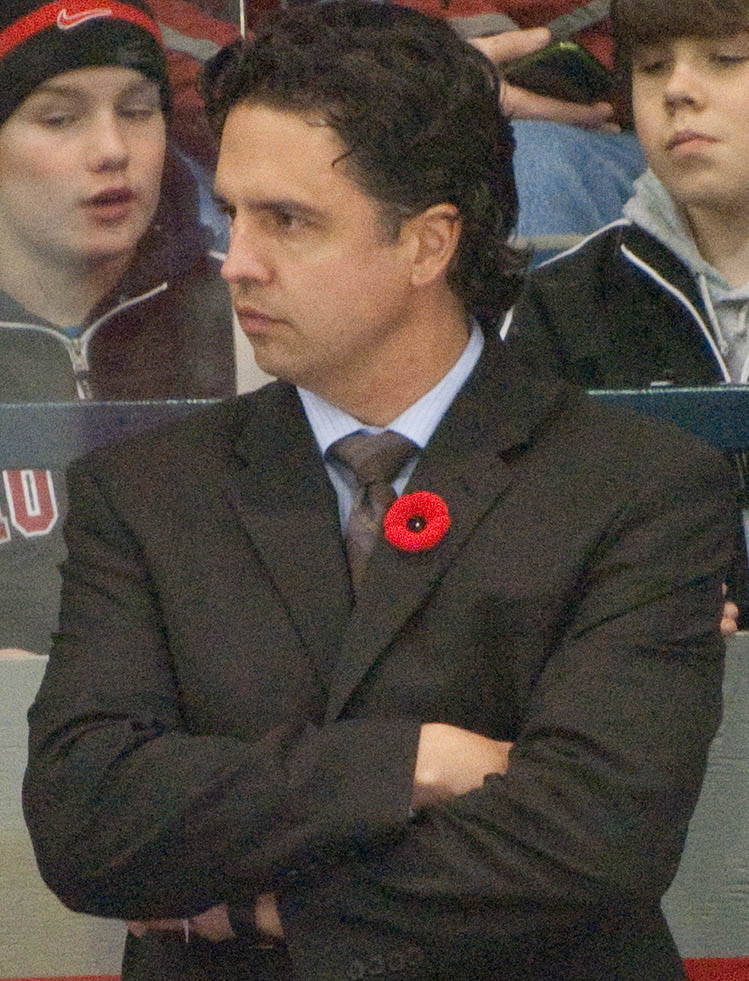
Travis Green, gewählt an Position 23

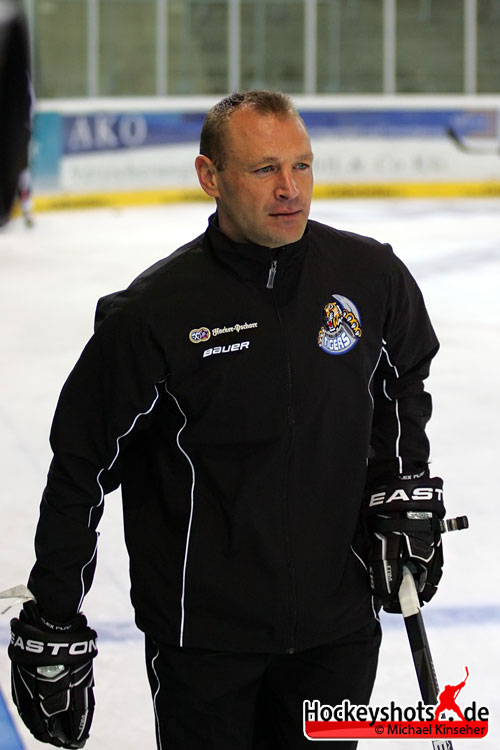
Dan Ratushny, gewählt an Position 25

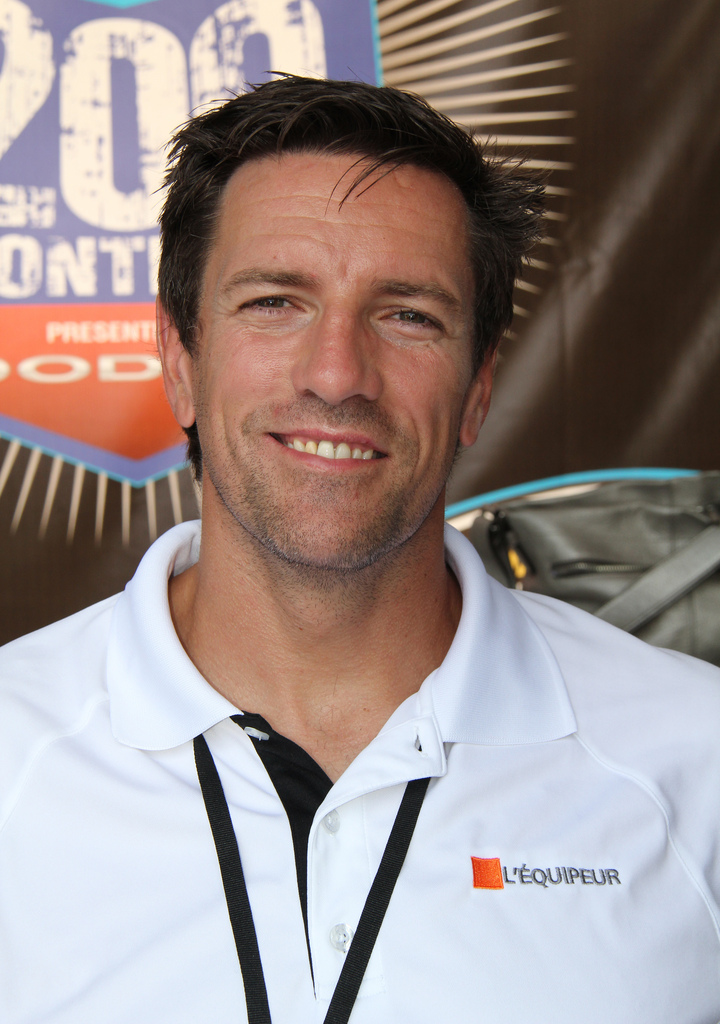
Patrice Brisebois, gewählt an Position 30

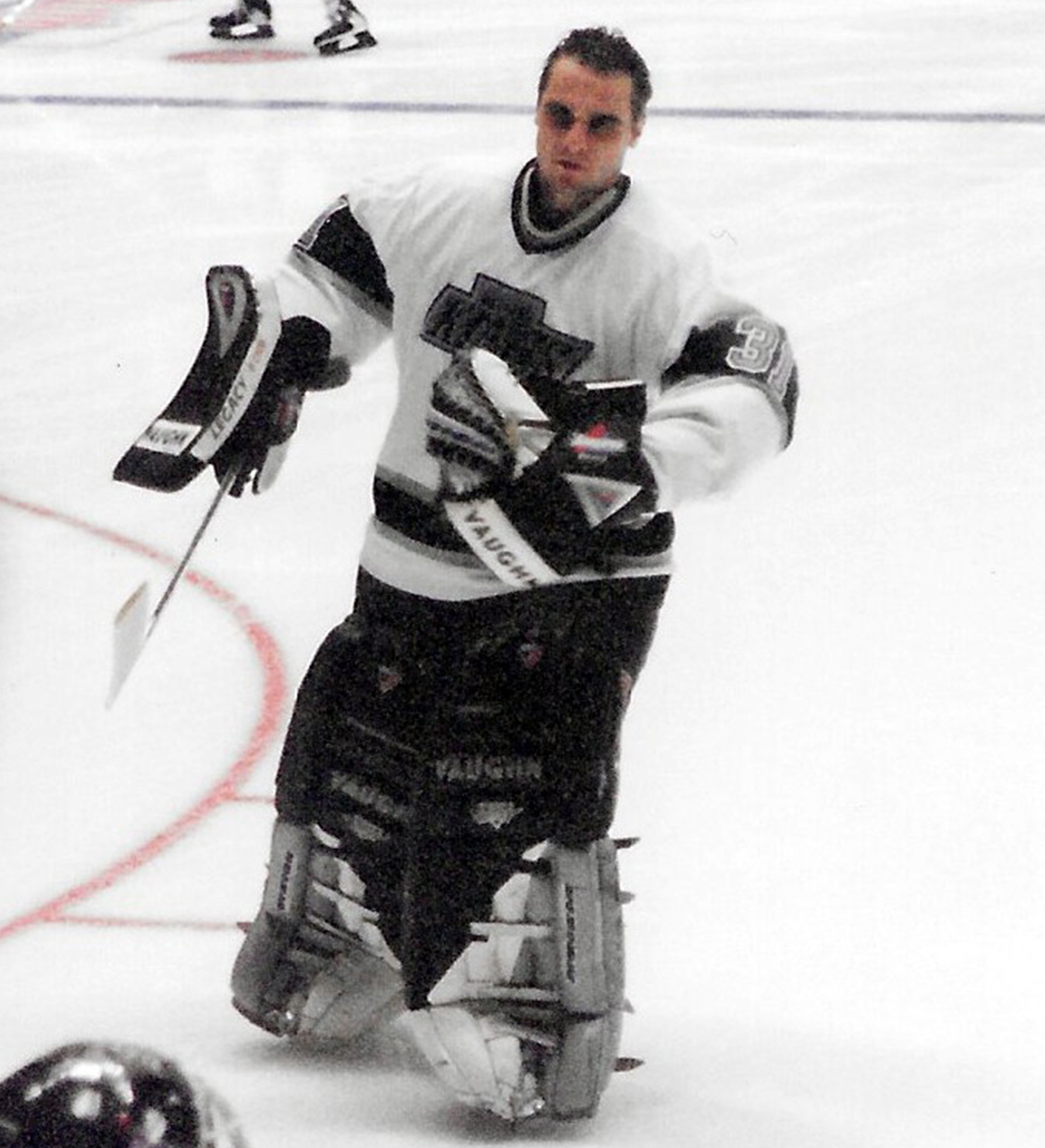
Byron Dafoe, gewählt an Position 35

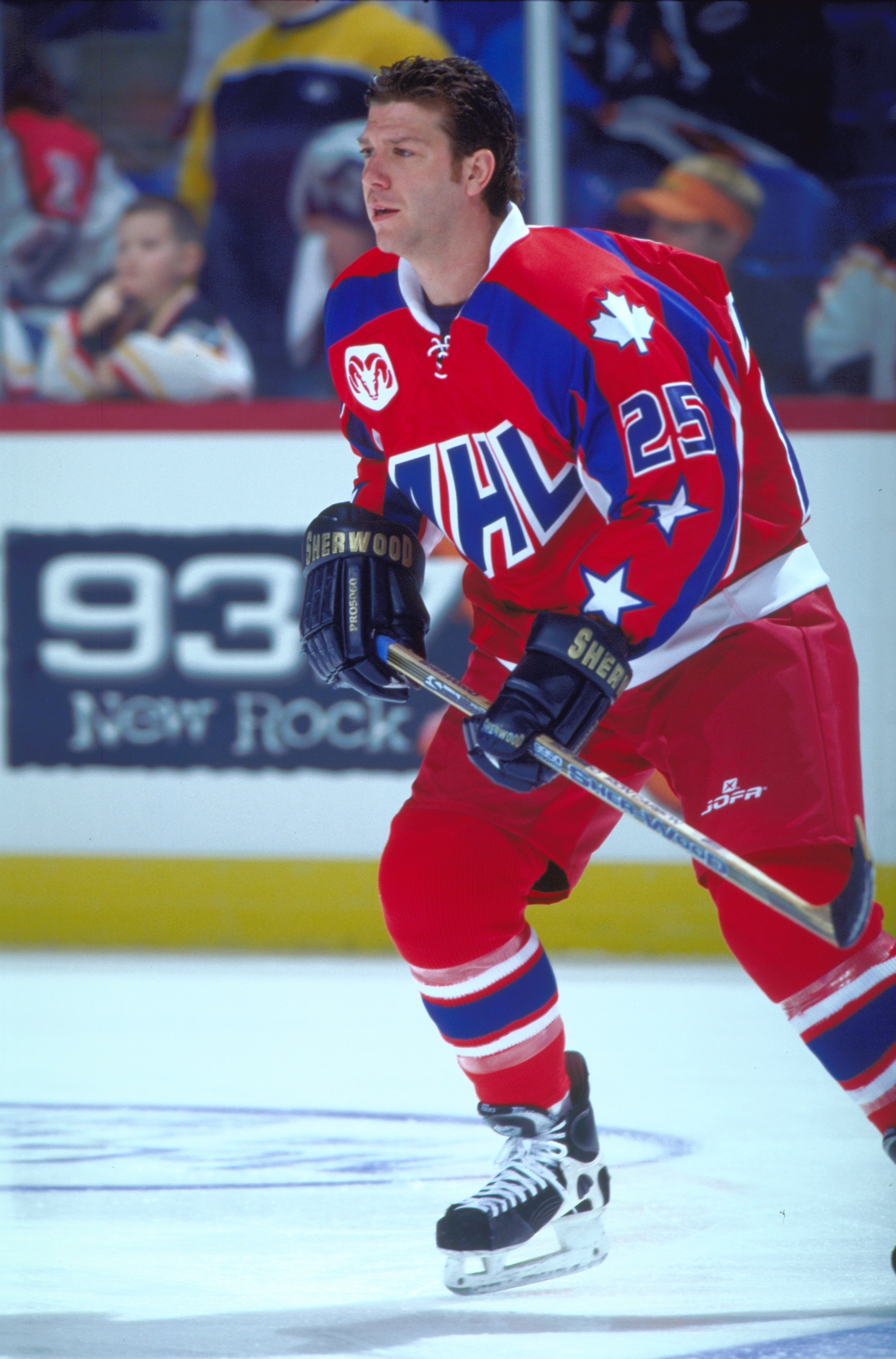
Pierre Sévigny, gewählt an Position 51

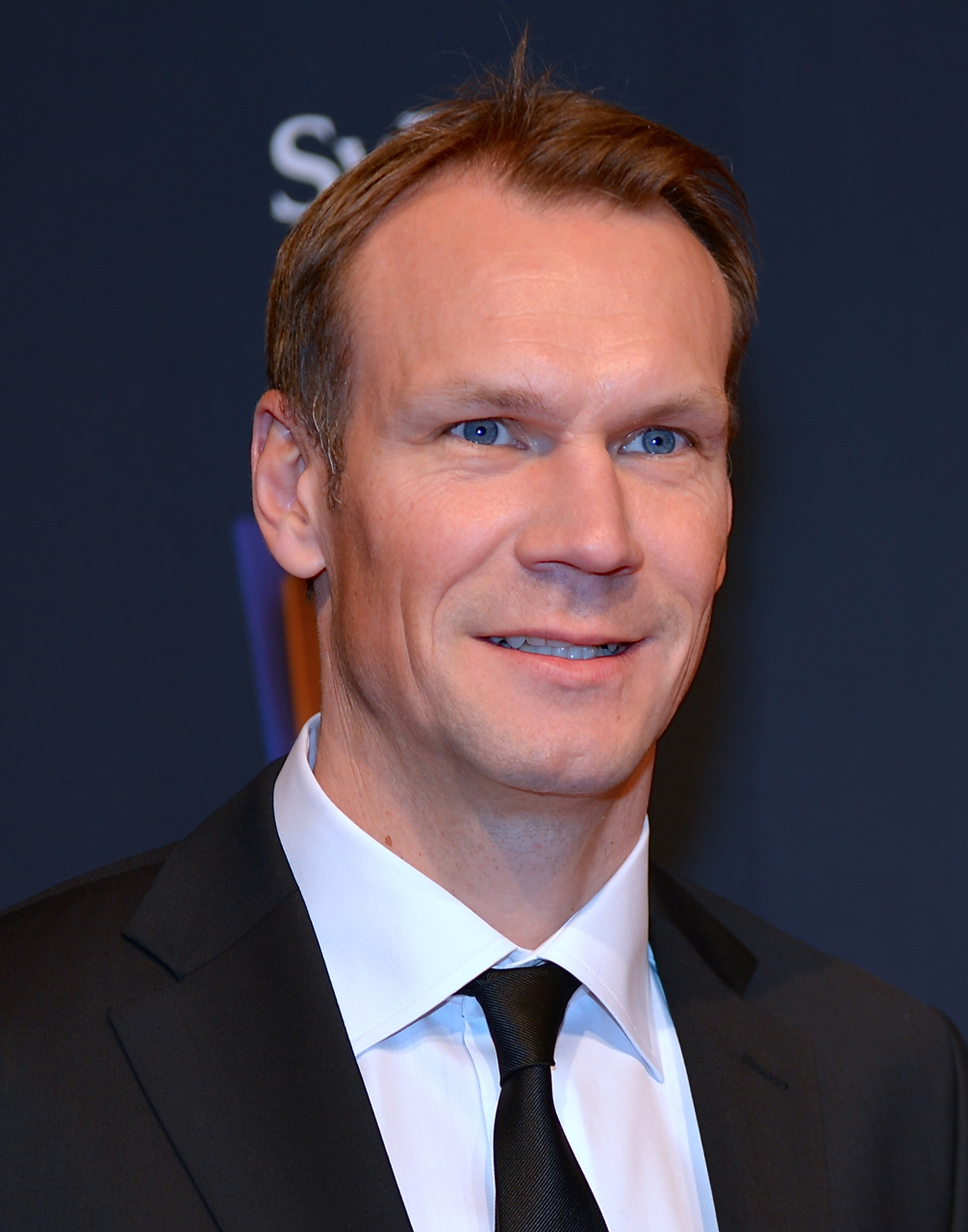
Nicklas Lidström, gewählt an Position 53

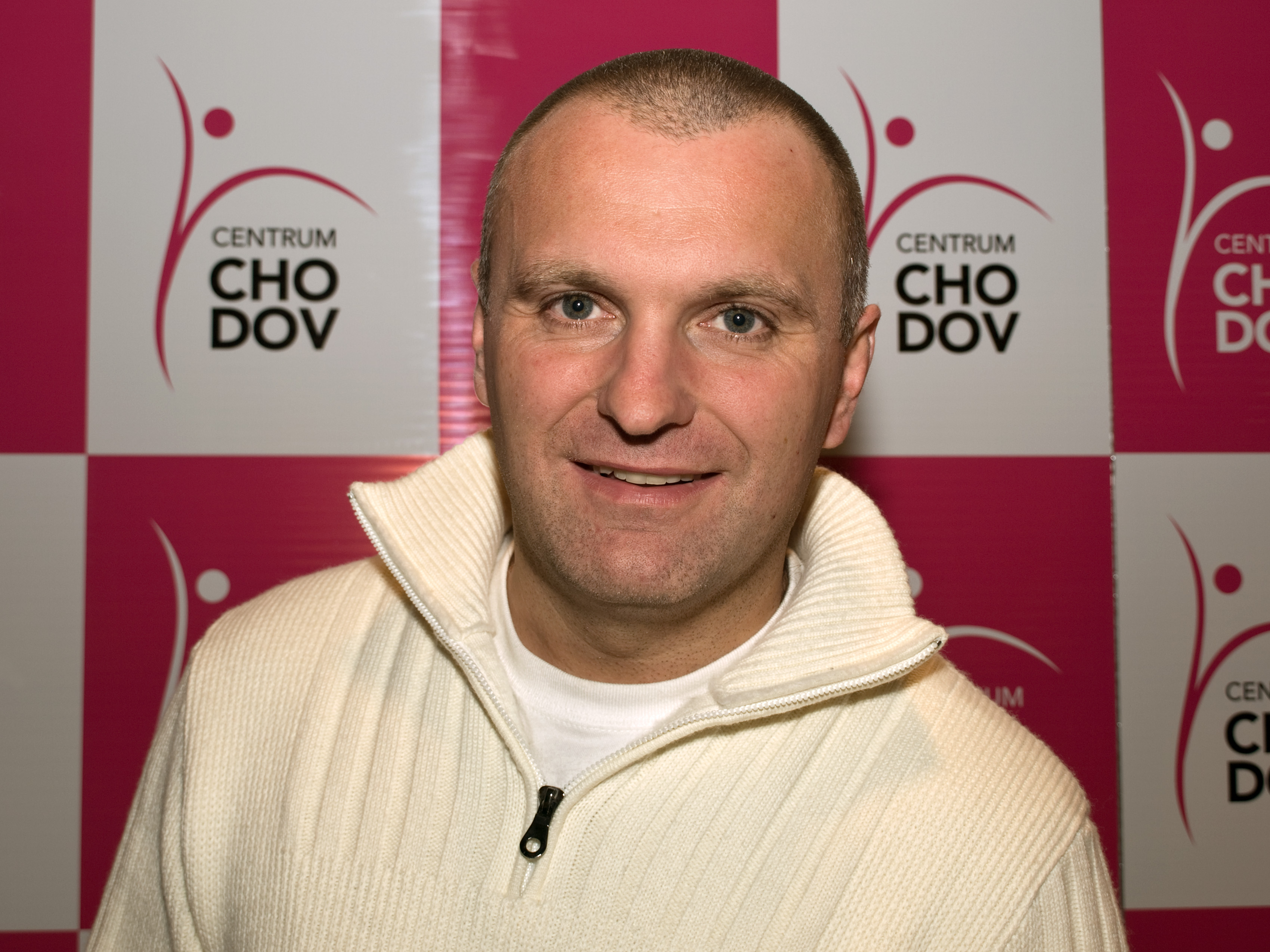
Robert Reichel, gewählt an Position 70

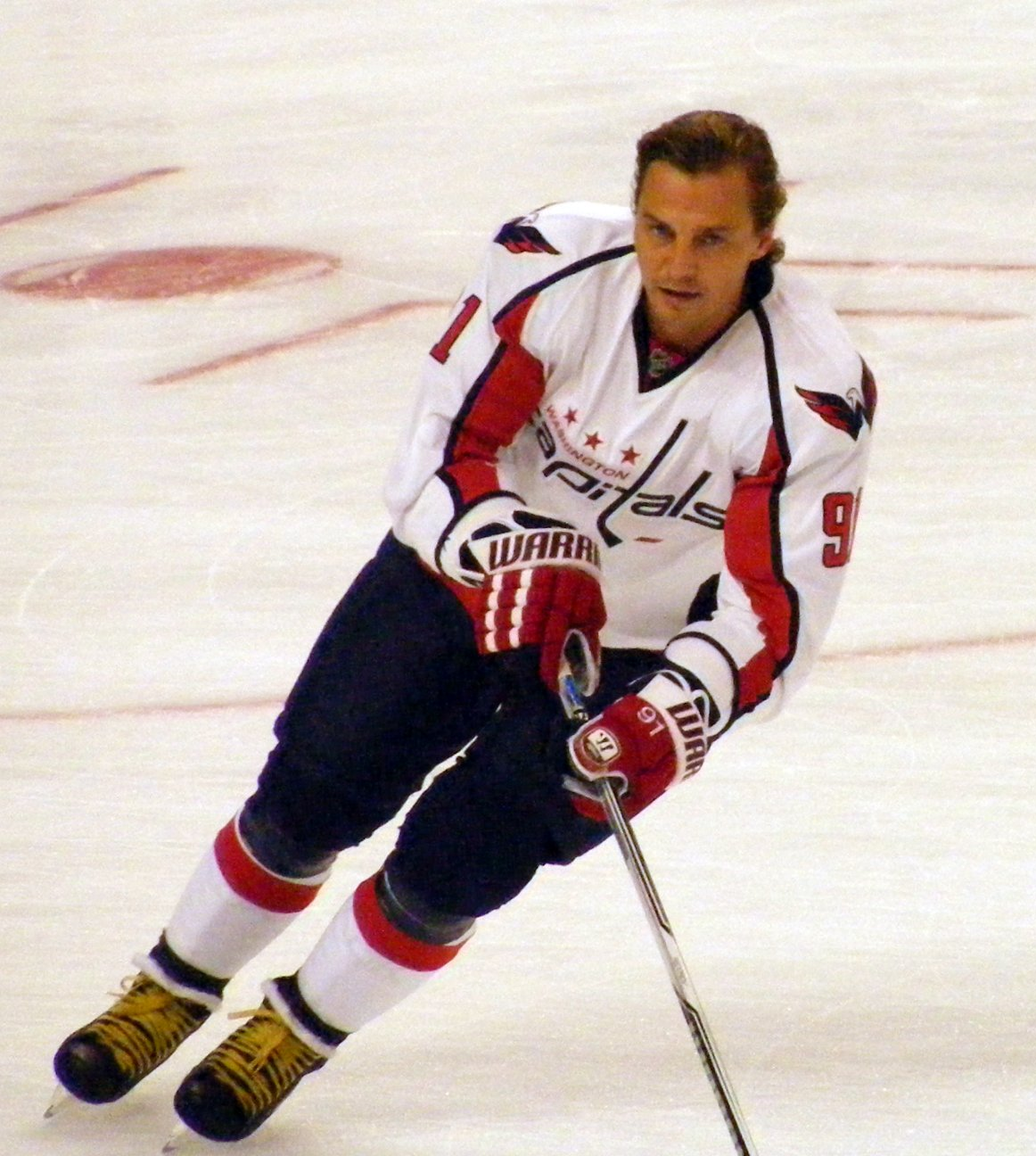
Sergei Fjodorow, gewählt an Position 74

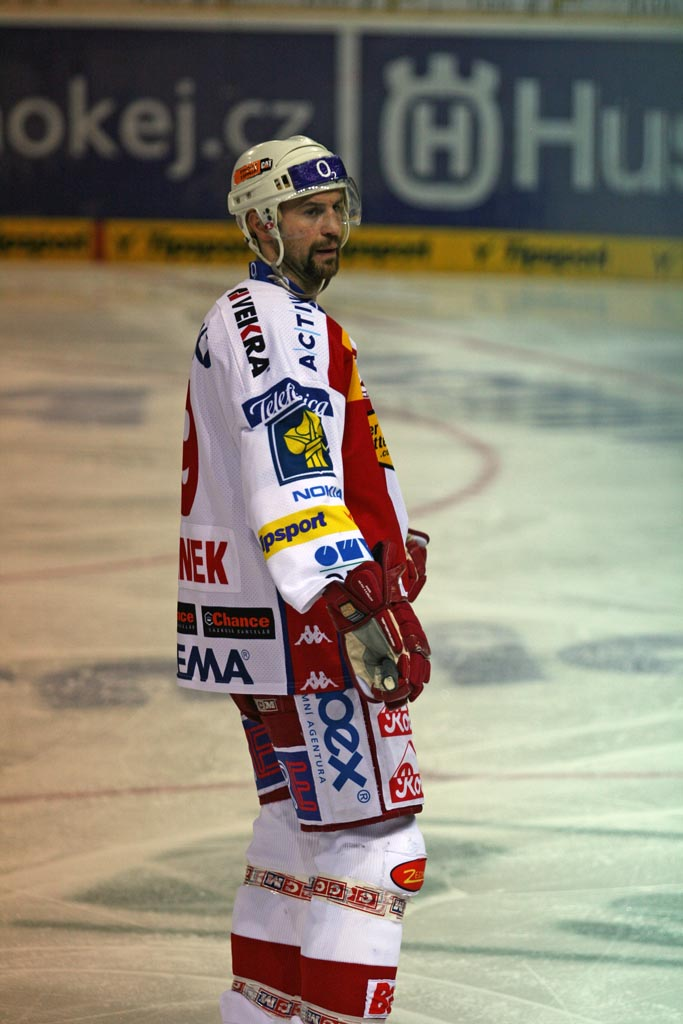
Josef Beránek, gewählt an Position 78

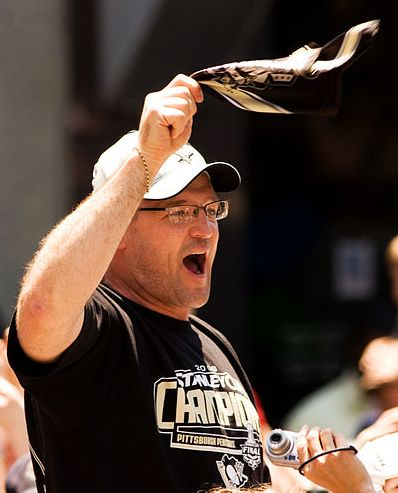
Dan Bylsma, gewählt an Position 109

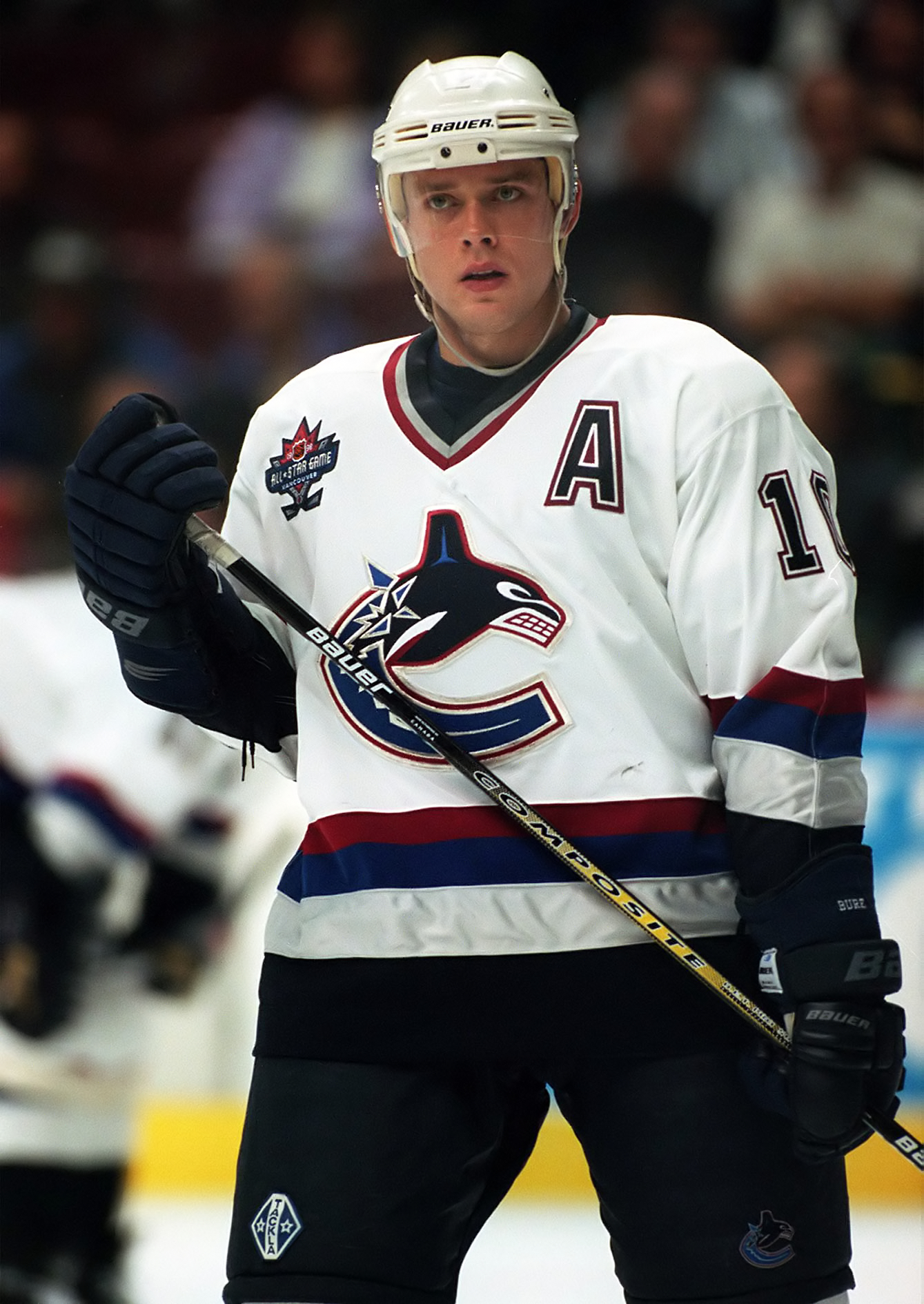
Pawel Bure, gewählt an Position 113

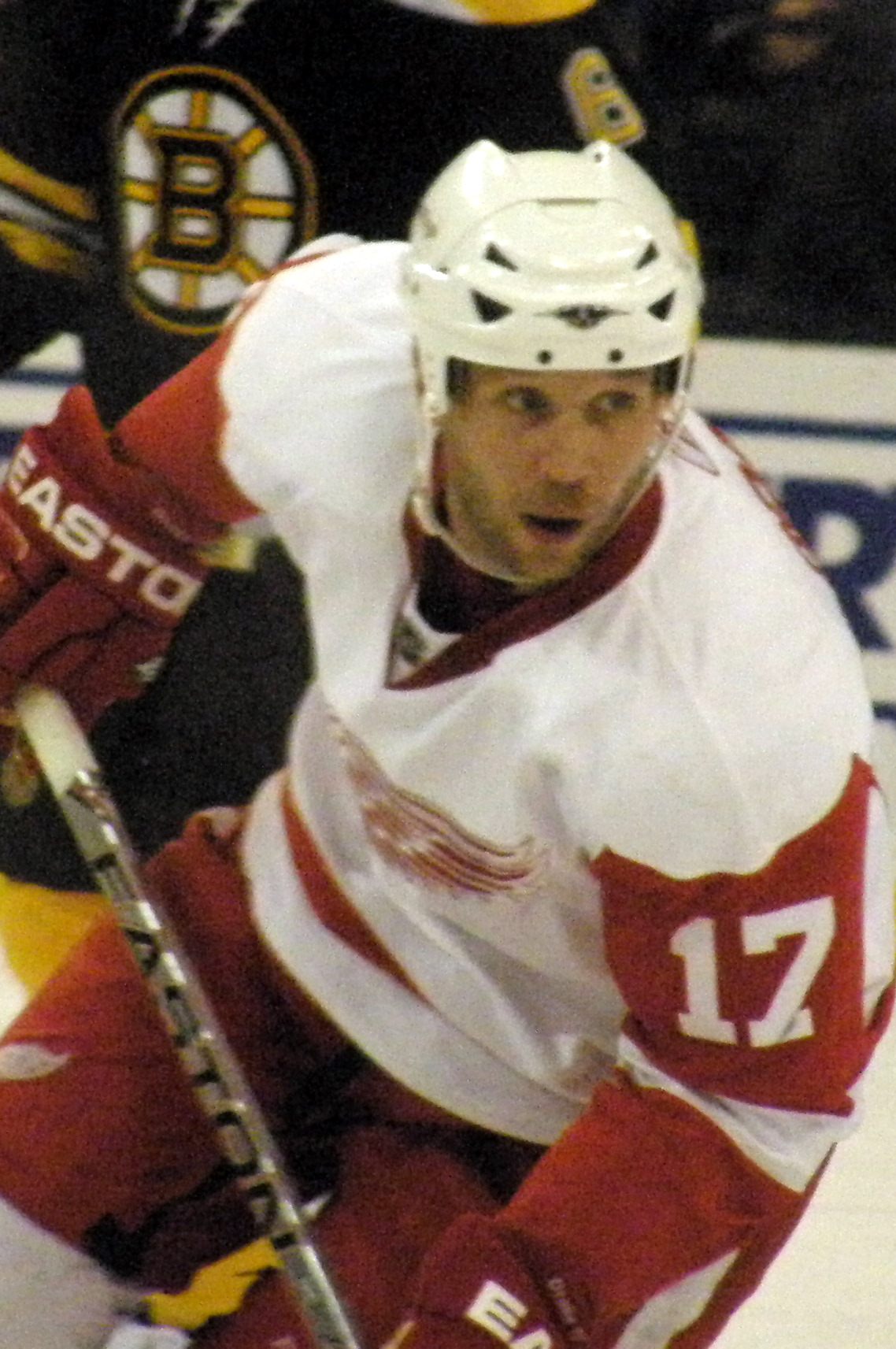
Dallas Drake, gewählt an Position 116

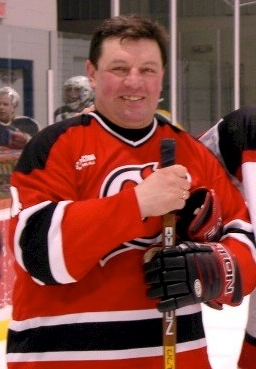
Sergei Starikow, gewählt an Position 152

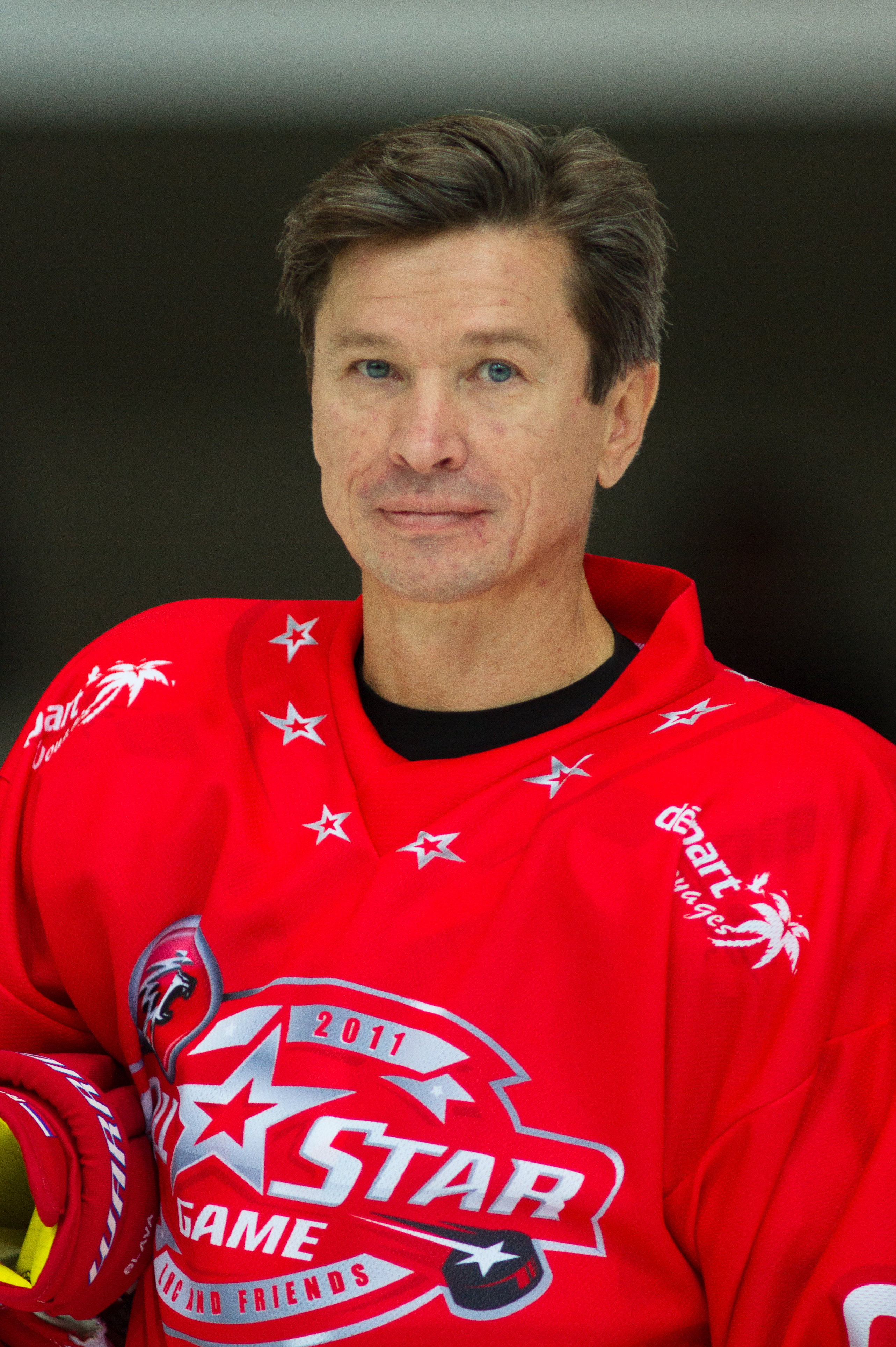
Wjatscheslaw Bykow, gewählt an Position 169

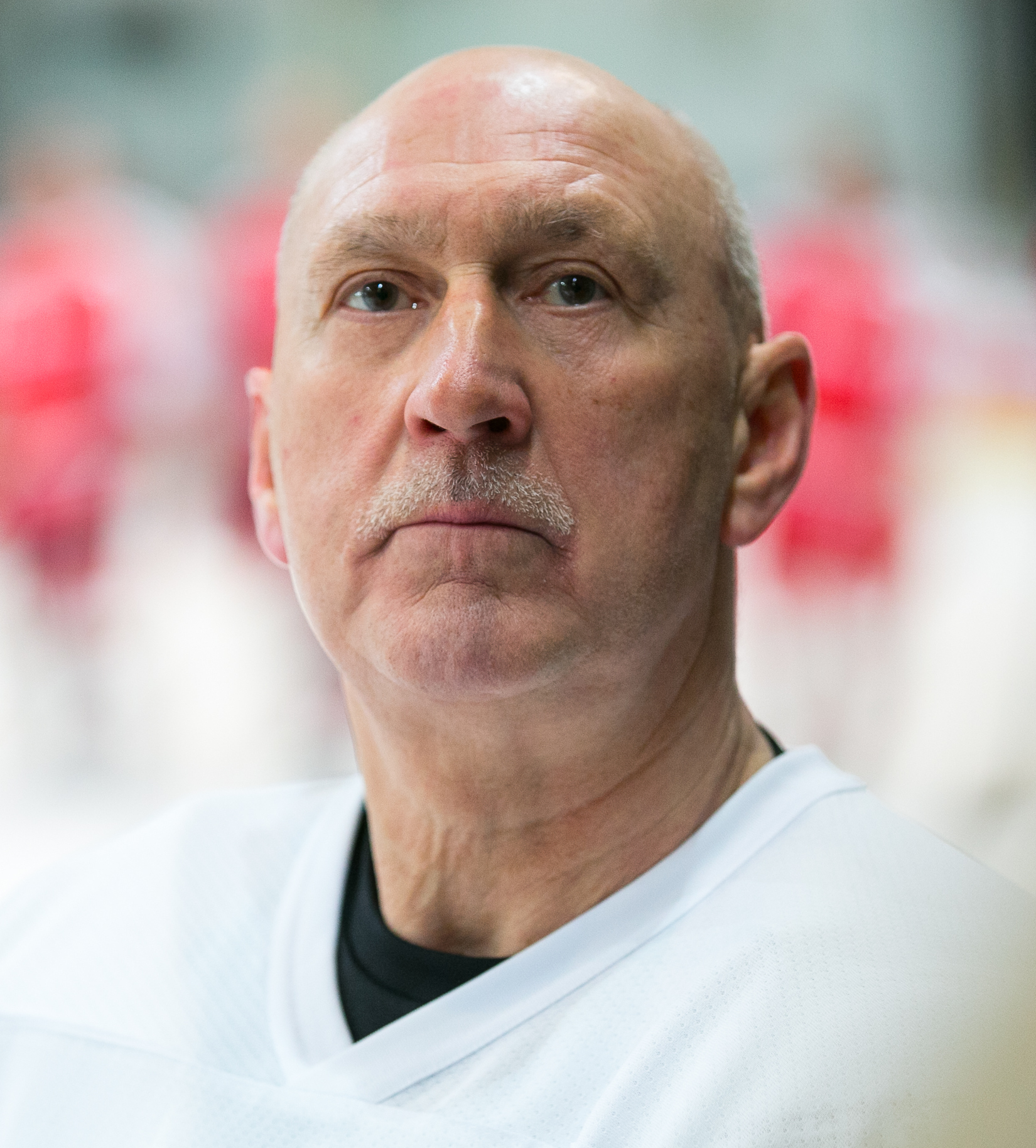
Helmuts Balderis, gewählt an Position 238

| Inhaltsverzeichnis Runde 1 \| Runde 2 \| Runde 3 \| Runde 4 \| Runde 5 \| Runde 6 \| Runde 7 \| Runde 8 \| Runde 9 \| Runde 10 \| Runde 11 \| Runde 12 |

Abkürzungen:
Position mit C = Center, LW = linker Flügel, RW = rechter Flügel, D = Verteidiger, G = Torwart
Farblegende:
 = Spieler, die in die Hockey Hall of Fame aufgenommen wurden

### Runde 1
| #   | Spieler          | Nationalität       | Position | NHL-Team                                                         | College-/Junioren-/Profi-Team            |
| --- | ---------------- | ------------------ | -------- | ---------------------------------------------------------------- | ---------------------------------------- |
| 1.  | Mats Sundin      | Schweden           | C        | Nordiques de Québec                                              | Nacka HK (Division 1)                    |
| 2.  | Dave Chyzowski   | Kanada             | LW       | New York Islanders                                               | Kamloops Blazers (WHL)                   |
| 3.  | Scott Thornton   | Kanada             | LW       | Toronto Maple Leafs                                              | Belleville Bulls (OHL)                   |
| 4.  | Stu Barnes       | Kanada             | C        | Winnipeg Jets                                                    | Tri-City Americans (WHL)                 |
| 5.  | Bill Guerin      | Vereinigte Staaten | RW       | New Jersey Devils                                                | Springfield Olympics (NEJHL)             |
| 6.  | Adam Bennett     | Kanada             | D        | Chicago Blackhawks                                               | Sudbury Wolves (OHL)                     |
| 7.  | Doug Zmolek      | Vereinigte Staaten | D        | Minnesota North Stars                                            | Rochester Marshall High (US High School) |
| 8.  | Jason Herter     | Kanada             | D        | Vancouver Canucks                                                | University of North Dakota (NCAA)        |
| 9.  | Jason Marshall   | Kanada             | D        | St. Louis Blues                                                  | Vernon Lakers (BCJHL)                    |
| 10. | Robert Holík     | Tschechoslowakei   | C        | Hartford Whalers                                                 | Dukla Jihlava (1. Liga)                  |
| 11. | Mike Sillinger   | Kanada             | C        | Detroit Red Wings                                                | Regina Pats (WHL)                        |
| 12. | Rob Pearson      | Kanada             | RW       | Toronto Maple Leafs (von Philadelphia Flyers)                    | Belleville Bulls (OHL)                   |
| 13. | Lindsay Vallis   | Kanada             | RW       | Canadiens de Montréal (von New York Rangers)                     | Seattle Thunderbirds (WHL)               |
| 14. | Kevin Haller     | Kanada             | D        | Buffalo Sabres                                                   | Regina Pats (WHL)                        |
| 15. | Jason Soules     | Kanada             | D        | Edmonton Oilers                                                  | Niagara Falls Thunder (OHL)              |
| 16. | Jamie Heward     | Kanada             | D        | Pittsburgh Penguins                                              | Regina Pats (WHL)                        |
| 17. | Shayne Stevenson | Kanada             | C        | Boston Bruins                                                    | Kitchener Rangers (OHL)                  |
| 18. | Jason Miller     | Kanada             | C        | New Jersey Devils (von Los Angeles Kings via Edmonton Oilers)    | Medicine Hat Tigers (WHL)                |
| 19. | Olaf Kölzig      | Deutschland BR     | G        | Washington Capitals                                              | Tri-City Americans (WHL)                 |
| 20. | Steven Rice      | Kanada             | RW       | New York Rangers (von Canadiens de Montréal)                     | Kitchener Rangers (OHL)                  |
| 21. | Steve Bancroft   | Kanada             | D        | Toronto Maple Leafs (von Calgary Flames via Philadelphia Flyers) | Belleville Bulls (OHL)                   |

### Runde 2
| #   | Spieler           | Nationalität       | Position | NHL-Team                                    | College-/Junioren-/Profi-Team      |
| --- | ----------------- | ------------------ | -------- | ------------------------------------------- | ---------------------------------- |
| 22. | Adam Foote        | Kanada             | D        | Nordiques de Québec                         | Sault Ste. Marie Greyhounds (OHL)  |
| 23. | Travis Green      | Kanada             | C        | New York Islanders                          | Spokane Chiefs (WHL)               |
| 24. | Kent Manderville  | Kanada             | C        | Calgary Flames (von Toronto Maple Leafs)    | Notre Dame Hounds (SJHL)           |
| 25. | Dan Ratushny      | Kanada             | D        | Winnipeg Jets                               | Cornell University (NCAA)          |
| 26. | Jarrod Skalde     | Kanada             | C        | New Jersey Devils                           | Oshawa Generals (OHL)              |
| 27. | Mike Speer        | Kanada             | D        | Chicago Blackhawks                          | Guelph Platers (OHL)               |
| 28. | Mike Craig        | Kanada             | RW       | Minnesota North Stars                       | Oshawa Generals (OHL)              |
| 29. | Rob Woodward      | Vereinigte Staaten | LW       | Vancouver Canucks                           | Deerfield High (US High School)    |
| 30. | Patrice Brisebois | Kanada             | D        | Canadiens de Montréal (von St. Louis Blues) | Titan de Laval (LHJMQ)             |
| 31. | Rick Corriveau    | Kanada             | D        | St. Louis Blues (von Hartford Whalers)      | London Knights (OHL)               |
| 32. | Bob Boughner      | Kanada             | D        | Detroit Red Wings                           | Sault Ste. Marie Greyhounds (OHL)  |
| 33. | Greg Johnson      | Kanada             | C        | Philadelphia Flyers                         | Thunder Bay Flyers (USHL)          |
| 34. | Patrik Juhlin     | Schweden           | LW       | Philadelphia Flyers (von New York Rangers)  | Västerås IK (Elitserien)           |
| 35. | Byron Dafoe       | Kanada             | G        | Washington Capitals (von Buffalo Sabres)    | Portland Winter Hawks (WHL)        |
| 36. | Richard Borgo     | Kanada             | RW       | Edmonton Oilers                             | Kitchener Rangers (OHL)            |
| 37. | Paul Laus         | Kanada             | D        | Pittsburgh Penguins                         | Niagara Falls Thunder (OHL)        |
| 38. | Mike Parson       | Kanada             | G        | Boston Bruins                               | Guelph Platers (OHL)               |
| 39. | Brent Thompson    | Kanada             | D        | Los Angeles Kings                           | Medicine Hat Tigers (WHL)          |
| 40. | Jason Prosofsky   | Kanada             | RW       | New York Rangers (von Washington Capitals)  | Medicine Hat Tigers (WHL)          |
| 41. | Steve Larouche    | Kanada             | C        | Canadiens de Montréal                       | Draveurs de Trois-Rivières (LHJMQ) |
| 42. | Ted Drury         | Vereinigte Staaten | C        | Calgary Flames                              | Fairfield Prep (US High School)    |

### Runde 3
| #   | Spieler             | Nationalität       | Position | NHL-Team                                                           | College-/Junioren-/Profi-Team      |
| --- | ------------------- | ------------------ | -------- | ------------------------------------------------------------------ | ---------------------------------- |
| 43. | Stéphane Morin      | Kanada             | C        | Nordiques de Québec                                                | Saguenéens de Chicoutimi (LHJMQ)   |
| 44. | Jason Zent          | Vereinigte Staaten | LW       | New York Islanders                                                 | Nichols School (US High School)    |
| 45. | Rob Zamuner         | Kanada             | LW       | New York Rangers (von Toronto Maple Leafs)                         | Guelph Platers (OHL)               |
| 46. | Jason Cirone        | Kanada             | C        | Winnipeg Jets (von Winnipeg Jets via Calgary Flames)               | Cornwall Royals (OHL)              |
| 47. | Scott Pellerin      | Kanada             | LW       | New Jersey Devils                                                  | University of Maine (NCAA)         |
| 48. | Bob Kellogg         | Vereinigte Staaten | D        | Chicago Blackhawks                                                 | Springfield Olympics (NEJHL)       |
| 49. | Louie DeBrusk       | Kanada             | LW       | New York Rangers (von Minnesota North Stars)                       | London Knights (OHL)               |
| 50. | Veli-Pekka Kautonen | Finnland           | D        | Calgary Flames (von Vancouver Canucks)                             | HIFK Helsinki (SM-liiga)           |
| 51. | Pierre Sévigny      | Kanada             | LW       | Canadiens de Montréal (von St. Louis Blues)                        | Canadien junior de Verdun (LHJMQ)  |
| 52. | Blair Atcheynum     | Kanada             | RW       | Hartford Whalers (von Hartford Whalers via St. Louis Blues)        | Moose Jaw Warriors (WHL)           |
| 53. | Nicklas Lidström    | Schweden           | D        | Detroit Red Wings                                                  | Västerås IK (Elitserien)           |
| 54. | John Tanner         | Kanada             | G        | Nordiques de Québec (von Philadelphia Flyers)                      | Peterborough Petes (OHL)           |
| 55. | Denny Felsner       | Vereinigte Staaten | RW       | St. Louis Blues (von New York Rangers via Winnipeg Jets)           | University of Michigan (NCAA)      |
| 56. | Scott Thomas        | Vereinigte Staaten | RW       | Buffalo Sabres                                                     | Nichols School (US High School)    |
| 57. | Wes Walz            | Kanada             | C        | Boston Bruins (von Edmonton Oilers)                                | Lethbridge Hurricanes (WHL)        |
| 58. | John Brill          | Vereinigte Staaten | LW       | Pittsburgh Penguins                                                | Grand Rapids High (US High School) |
| 59. | Jim Mathieson       | Kanada             | D        | Washington Capitals (von Boston Bruins)                            | Regina Pats (WHL)                  |
| 60. | Murray Garbutt      | Kanada             | C        | Minnesota North Stars (von Los Angeles Kings via New York Rangers) | Medicine Hat Tigers (WHL)          |
| 61. | Jason Woolley       | Kanada             | D        | Washington Capitals                                                | Michigan State University (NCAA)   |
| 62. | Kris Draper         | Kanada             | C        | Winnipeg Jets (von Canadiens de Montréal via St. Louis Blues)      | Hockey Canada                      |
| 63. | Corey Lyons         | Kanada             | RW       | Calgary Flames                                                     | Lethbridge Hurricanes (WHL)        |

### Runde 4
| #   | Spieler           | Nationalität       | Position | NHL-Team                                                                            | College-/Junioren-/Profi-Team            |
| --- | ----------------- | ------------------ | -------- | ----------------------------------------------------------------------------------- | ---------------------------------------- |
| 64. | Mark Brownschidle | Vereinigte Staaten | D        | Winnipeg Jets (von Nordiques de Québec)                                             | Boston University (NCAA)                 |
| 65. | Brent Grieve      | Kanada             | LW       | New York Islanders                                                                  | Oshawa Generals (OHL)                    |
| 66. | Matt Martin       | Vereinigte Staaten | D        | Toronto Maple Leafs                                                                 | Avon Old Farms High (US High School)     |
| 67. | Jim Cummins       | Vereinigte Staaten | RW       | New York Rangers (von Winnipeg Jets)                                                | Michigan State University (NCAA)         |
| 68. | Niklas Andersson  | Schweden           | LW       | Nordiques de Québec (von New Jersey Devils via Winnipeg Jets und New Jersey Devils) | Västra Frölunda (Division 1)             |
| 69. | Allain Roy        | Kanada             | G        | Winnipeg Jets (von Chicago Blackhawks)                                              | Harvard University (NCAA)                |
| 70. | Robert Reichel    | Tschechoslowakei   | C        | Calgary Flames (von Minnesota North Stars)                                          | CHZ Litvínov (1. Liga)                   |
| 71. | Brett Hauer       | Vereinigte Staaten | D        | Vancouver Canucks                                                                   | Richfield High (US High School)          |
| 72. | Reid Simpson      | Kanada             | LW       | Philadelphia Flyers (von St. Louis Blues)                                           | Prince Albert Raiders (WHL)              |
| 73. | Jim McKenzie      | Kanada             | LW       | Hartford Whalers                                                                    | Victoria Cougars (WHL)                   |
| 74. | Sergei Fjodorow   | Sowjetunion        | C        | Detroit Red Wings                                                                   | ZSKA Moskau (Wysschaja Liga)             |
| 75. | J. F. Quintin     | Kanada             | LW       | Minnesota North Stars                                                               | Cataractes de Shawinigan (LHJMQ)         |
| 76. | Eric Dubois       | Kanada             | D        | Nordiques de Québec (von New York Rangers)                                          | Titan de Laval (LHJMQ)                   |
| 77. | Doug MacDonald    | Kanada             | C        | Buffalo Sabres                                                                      | University of Wisconsin–Madison (NCAA)   |
| 78. | Josef Beránek     | Tschechoslowakei   | C        | Edmonton Oilers                                                                     | CHZ Litvínov (1. Liga)                   |
| 79. | Todd Nelson       | Kanada             | D        | Pittsburgh Penguins                                                                 | Prince Albert Raiders (WHL)              |
| 80. | Jackson Penney    | Kanada             | RW       | Boston Bruins                                                                       | Victoria Cougars (WHL)                   |
| 81. | Jim Maher         | Vereinigte Staaten | D        | Los Angeles Kings                                                                   | University of Illinois at Chicago (NCAA) |
| 82. | Trent Klatt       | Vereinigte Staaten | RW       | Washington Capitals                                                                 | Osseo High (US High School)              |
| 83. | André Racicot     | Kanada             | G        | Canadiens de Montréal                                                               | Bisons de Granby (LHJMQ)                 |
| 84. | Ryan O’Leary      | Vereinigte Staaten | C        | Calgary Flames                                                                      | Hermantown High (US High School)         |

### Runde 5
| #    | Spieler           | Nationalität       | Position | NHL-Team                                                                              | College-/Junioren-/Profi-Team                |
| ---- | ----------------- | ------------------ | -------- | ------------------------------------------------------------------------------------- | -------------------------------------------- |
| 85.  | Kevin Kaiser      | Kanada             | LW       | Nordiques de Québec                                                                   | University of Minnesota Duluth (NCAA)        |
| 86.  | Jace Reed         | Vereinigte Staaten | D        | New York Islanders                                                                    | Grand Rapids High (US High School)           |
| 87.  | Pat MacLeod       | Kanada             | D        | Minnesota North Stars (von Toronto Maple Leafs via Philadelphia Flyers)               | Kamloops Blazers (WHL)                       |
| 88.  | Aaron Miller      | Vereinigte Staaten | D        | New York Rangers (von Winnipeg Jets)                                                  | Niagara Scenic (NAHL)                        |
| 89.  | Mike Heinke       | Vereinigte Staaten | G        | New Jersey Devils                                                                     | Avon Old Farms High (US High School)         |
| 90.  | Steve Young       | Kanada             | RW       | New York Islanders (von Chicago Blackhawks)                                           | Moose Jaw Warriors (WHL)                     |
| 91.  | Bryan Schoen      | Vereinigte Staaten | G        | Minnesota North Stars                                                                 | Minnetonka High (US High School)             |
| 92.  | Peter White       | Kanada             | C        | Edmonton Oilers (von Vancouver Canucks via Philadelphia Flyers und Vancouver Canucks) | Michigan State University (NCAA)             |
| 93.  | Daniel Laperrière | Kanada             | D        | St. Louis Blues                                                                       | St. Lawrence University (NCAA)               |
| 94.  | James Black       | Kanada             | C        | Hartford Whalers                                                                      | Portland Winter Hawks (WHL)                  |
| 95.  | Shawn McCosh      | Kanada             | C        | Detroit Red Wings                                                                     | Niagara Falls Thunder (OHL)                  |
| 96.  | Keith Carney      | Vereinigte Staaten | D        | Toronto Maple Leafs (von Philadelphia Flyers)                                         | Mount Saint Charles Academy (US High School) |
| 97.  | Rhys Hollyman     | Kanada             | D        | Minnesota North Stars (von New York Rangers)                                          | Miami University (NCAA)                      |
| 98.  | Ken Sutton        | Kanada             | D        | Buffalo Sabres                                                                        | Saskatoon Blades (WHL)                       |
| 99.  | Kevin O’Sullivan  | Vereinigte Staaten | D        | New York Islanders (von Edmonton Oilers)                                              | Catholic Memorial High (US High School)      |
| 100. | Tom Nevers        | Vereinigte Staaten | C        | Pittsburgh Penguins                                                                   | Edina High (US High School)                  |
| 101. | Mark Montanari    | Kanada             | C        | Boston Bruins                                                                         | Kitchener Rangers (OHL)                      |
| 102. | Eric Ricard       | Kanada             | D        | Los Angeles Kings                                                                     | Bisons de Granby (LHJMQ)                     |
| 103. | Tom Newman        | Vereinigte Staaten | G        | Los Angeles Kings (von Washington Capitals)                                           | Blaine High (US High School)                 |
| 104. | Marc Deschamps    | Kanada             | D        | Canadiens de Montréal                                                                 | Cornell University (NCAA)                    |
| 105. | Toby Kearney      | Vereinigte Staaten | LW       | Calgary Flames                                                                        | Belmont Hill High (US High School)           |

### Runde 6
| #    | Spieler          | Nationalität       | Position | NHL-Team                                        | College-/Junioren-/Profi-Team           |
| ---- | ---------------- | ------------------ | -------- | ----------------------------------------------- | --------------------------------------- |
| 106. | Dan Lambert      | Kanada             | D        | Nordiques de Québec                             | Swift Current Broncos (WHL)             |
| 107. | Bill Pye         | Vereinigte Staaten | G        | Buffalo Sabres (von New York Islanders)         | Northern Michigan University (NCAA)     |
| 108. | Dave Burke       | Vereinigte Staaten | D        | Toronto Maple Leafs                             | Cornell University (NCAA)               |
| 109. | Dan Bylsma       | Vereinigte Staaten | RW       | Winnipeg Jets                                   | Bowling Green State University (NCAA)   |
| 110. | David Emma       | Vereinigte Staaten | RW       | New Jersey Devils                               | Boston College (NCAA)                   |
| 111. | Tommi Pullola    | Finnland           | RW       | Chicago Blackhawks                              | Vaasan Sport (I-divisioona)             |
| 112. | Scott Cashman    | Kanada             | G        | Minnesota North Stars                           | Kanata Lasers (CJHL)                    |
| 113. | Pawel Bure       | Sowjetunion        | RW       | Vancouver Canucks                               | ZSKA Moskau (Wysschaja Liga)            |
| 114. | David Roberts    | Vereinigte Staaten | LW       | St. Louis Blues                                 | Avon Old Farms High (US High School)    |
| 115. | Jerome Bechard   | Kanada             | LW       | Hartford Whalers                                | Moose Jaw Warriors (WHL)                |
| 116. | Dallas Drake     | Kanada             | RW       | Detroit Red Wings                               | Northern Michigan University (NCAA)     |
| 117. | Niklas Eriksson  | Schweden           | RW       | Philadelphia Flyers                             | Leksands IF (Elitserien)                |
| 118. | Joby Messier     | Kanada             | D        | New York Rangers                                | Michigan State University (NCAA)        |
| 119. | Mike Barkley     | Kanada             | C        | Buffalo Sabres                                  | University of Maine (NCAA)              |
| 120. | Anatoli Semjonow | Sowjetunion        | C        | Edmonton Oilers                                 | HK Dynamo Moskau (Wysschaja Liga)       |
| 121. | Mike Markovich   | Vereinigte Staaten | D        | Pittsburgh Penguins                             | University of Denver (NCAA)             |
| 122. | Steven Foster    | Vereinigte Staaten | D        | Boston Bruins                                   | Catholic Memorial High (US High School) |
| 123. | Daniel Rydmark   | Schweden           | C        | Los Angeles Kings                               | Färjestad BK (Elitserien)               |
| 124. | Derek Frenette   | Kanada             | LW       | St. Louis Blues (von Washington Capitals)       | Ferris State University (NCAA)          |
| 125. | Mike Doers       | Vereinigte Staaten | RW       | Toronto Maple Leafs (von Canadiens de Montréal) | Northwood Prep (US High School)         |
| 126. | Mike Needham     | Kanada             | RW       | Pittsburgh Penguins (von Calgary Flames)        | Kamloops Blazers (WHL)                  |

### Runde 7
| #    | Spieler         | Nationalität       | Position | NHL-Team                                       | College-/Junioren-/Profi-Team            |
| ---- | --------------- | ------------------ | -------- | ---------------------------------------------- | ---------------------------------------- |
| 127. | Sergei Mylnikow | Sowjetunion        | G        | Nordiques de Québec                            | Traktor Tscheljabinsk (Wysschaja Liga)   |
| 128. | Jon Larson      | Vereinigte Staaten | D        | New York Islanders                             | Roseau High (US High School)             |
| 129. | Keith Merkler   | Vereinigte Staaten | LW       | Toronto Maple Leafs                            | Portledge High (US High School)          |
| 130. | Pekka Peltola   | Finnland           | RW       | Winnipeg Jets                                  | HPK Hämeenlinna (SM-liiga)               |
| 131. | Doug Evans      | Vereinigte Staaten | D        | Winnipeg Jets (von New Jersey Devils)          | University of Michigan (NCAA)            |
| 132. | Tracy Egeland   | Kanada             | RW       | Chicago Blackhawks                             | Prince Albert Raiders (WHL)              |
| 133. | Brett Harkins   | Vereinigte Staaten | LW       | New York Islanders (von Minnesota North Stars) | Detroit Compuware Ambassadors (NAHL)     |
| 134. | Jim Revenberg   | Kanada             | RW       | Vancouver Canucks                              | Windsor Compuware Spitfires (OHL)        |
| 135. | Jeff Batters    | Kanada             | D        | St. Louis Blues                                | University of Alaska Anchorage (NCAA)    |
| 136. | Scott Daniels   | Kanada             | LW       | Hartford Whalers                               | Regina Pats (WHL)                        |
| 137. | Scott Zygulski  | Vereinigte Staaten | D        | Detroit Red Wings                              | Culver Military Academy (US High School) |
| 138. | Jack Callahan   | Vereinigte Staaten | C        | Philadelphia Flyers                            | Belmont Hill High (US High School)       |
| 139. | Greg Leahy      | Kanada             | C        | New York Rangers                               | Portland Winter Hawks (WHL)              |
| 140. | Davis Payne     | Kanada             | RW       | Edmonton Oilers (von Buffalo Sabres)           | Michigan Technological University (NCAA) |
| 141. | Sergei Jaschin  | Sowjetunion        | LW       | Edmonton Oilers                                | Dynamo Moskau (Wysschaja Liga)           |
| 142. | Pat Schafhauser | Vereinigte Staaten | D        | Pittsburgh Penguins                            | Hill-Murray High (US High School)        |
| 143. | Oto Haščák      | Tschechoslowakei   | C        | Boston Bruins                                  | Dukla Trenčín (1. Liga)                  |
| 144. | Ted Kramer      | Vereinigte Staaten | RW       | Los Angeles Kings                              | University of Michigan (NCAA)            |
| 145. | Dave Lorentz    | Kanada             | LW       | Washington Capitals                            | Peterborough Petes (OHL)                 |
| 146. | Craig Ferguson  | Vereinigte Staaten | C        | Canadiens de Montréal                          | Yale University (NCAA)                   |
| 147. | Alex Nikolic    | Kanada             | LW       | Calgary Flames                                 | Cornell University (NCAA)                |

### Runde 8
| #    | Spieler         | Nationalität       | Position | NHL-Team              | College-/Junioren-/Profi-Team            |
| ---- | --------------- | ------------------ | -------- | --------------------- | ---------------------------------------- |
| 148. | Paul Krake      | Kanada             | G        | Nordiques de Québec   | University of Alaska Anchorage (NCAA)    |
| 149. | Phil Huber      | Kanada             | C        | New York Islanders    | Kamloops Blazers (WHL)                   |
| 150. | Derek Langille  | Kanada             | D        | Toronto Maple Leafs   | North Bay Centennials (OHL)              |
| 151. | Jim Solly       | Kanada             | LW       | Winnipeg Jets         | Bowling Green State University (NCAA)    |
| 152. | Sergei Starikow | Sowjetunion        | D        | New Jersey Devils     | ZSKA Moskau (Wysschaja Liga)             |
| 153. | Milan Tichý     | Tschechoslowakei   | D        | Chicago Blackhawks    | TJ Škoda Plzeň (1. Liga)                 |
| 154. | Jon Pratt       | Vereinigte Staaten | LW       | Minnesota North Stars | Pingree High (US High School)            |
| 155. | Rob Sangster    | Kanada             | LW       | Vancouver Canucks     | Kitchener Rangers (OHL)                  |
| 156. | Kevin Plager    | Vereinigte Staaten | RW       | St. Louis Blues       | Parkway North High (US High School)      |
| 157. | Raymond Saumier | Kanada             | RW       | Hartford Whalers      | Draveurs de Trois-Rivières (LHJMQ)       |
| 158. | Andy Suhy       | Vereinigte Staaten | D        | Detroit Red Wings     | Western Michigan University (NCAA)       |
| 159. | Sverre Sears    | Vereinigte Staaten | D        | Philadelphia Flyers   | Belmont Hill High (US High School)       |
| 160. | Greg Spenrath   | Kanada             | D        | New York Rangers      | Tri-City Americans (WHL)                 |
| 161. | Derek Plante    | Vereinigte Staaten | C        | Buffalo Sabres        | Cloquet High (US High School)            |
| 162. | Darcy Martini   | Kanada             | D        | Edmonton Oilers       | Michigan Technological University (NCAA) |
| 163. | David Shute     | Vereinigte Staaten | LW       | Pittsburgh Penguins   | Victoria Cougars (WHL)                   |
| 164. | Rick Allain     | Kanada             | D        | Boston Bruins         | Kitchener Rangers (OHL)                  |
| 165. | Sean Whyte      | Kanada             | RW       | Los Angeles Kings     | Guelph Platers (OHL)                     |
| 166. | Dean Holoien    | Kanada             | RW       | Washington Capitals   | Saskatoon Blades (WHL)                   |
| 167. | Patrick Lebeau  | Kanada             | LW       | Canadiens de Montréal | Castors de Saint-Jean (LHJMQ)            |
| 168. | Kevin Wortman   | Vereinigte Staaten | D        | Calgary Flames        | American International College (NCAA)    |

### Runde 9
| #    | Spieler            | Nationalität       | Position | NHL-Team                               | College-/Junioren-/Profi-Team             |
| ---- | ------------------ | ------------------ | -------- | -------------------------------------- | ----------------------------------------- |
| 169. | Wjatscheslaw Bykow | Sowjetunion        | C        | Nordiques de Québec                    | ZSKA Moskau (Wysschaja Liga)              |
| 170. | Matt Robbins       | Vereinigte Staaten | C        | New York Islanders                     | New Hampton Prep (US High School)         |
| 171. | Jeff St. Laurent   | Vereinigte Staaten | RW       | Toronto Maple Leafs                    | Berwick High (US High School)             |
| 172. | Stéphane Gauvin    | Kanada             | LW       | Winnipeg Jets                          | Cornell University (NCAA)                 |
| 173. | André Faust        | Kanada             | LW       | New Jersey Devils                      | Princeton University (NCAA)               |
| 174. | Jason Greyerbiehl  | Kanada             | LW       | Chicago Blackhawks                     | Colgate University (NCAA)                 |
| 175. | Ken Blum           | Vereinigte Staaten | LW       | Minnesota North Stars                  | St. Joseph’s Prep (US High School)        |
| 176. | Sandy Moger        | Kanada             | RW       | Vancouver Canucks                      | Lake Superior State University (NCAA)     |
| 177. | John Roderick      | Vereinigte Staaten | D        | St. Louis Blues                        | Cambridge Rindge & Latin (US High School) |
| 178. | Michel Picard      | Kanada             | LW       | Hartford Whalers                       | Draveurs de Trois-Rivières (LHJMQ)        |
| 179. | Bob Jones          | Kanada             | D        | Detroit Red Wings                      | Sault Ste. Marie Greyhounds (OHL)         |
| 180. | Glen Wisser        | Vereinigte Staaten | RW       | Philadelphia Flyers                    | Philadelphia Junior Flyers (USA Jr. B)    |
| 181. | Mark Bavis         | Vereinigte Staaten | LW       | New York Rangers                       | Cushing Academy (US High School)          |
| 182. | Jim Giacin         | Vereinigte Staaten | LW       | Los Angeles Kings (von Buffalo Sabres) | Culver Military Academy (US High School)  |
| 183. | Donald Audette     | Kanada             | RW       | Buffalo Sabres (von Edmonton Oilers)   | Titan de Laval (LHJMQ)                    |
| 184. | Andrew Wolf        | Kanada             | D        | Pittsburgh Penguins                    | Victoria Cougars (WHL)                    |
| 185. | James Lavish       | Vereinigte Staaten | RW       | Boston Bruins                          | Deerfield Academy (US High School)        |
| 186. | Martin Maškarinec  | Tschechoslowakei   | D        | Los Angeles Kings                      | Sparta ČKD Prag (1. Liga)                 |
| 187. | Victor Gervais     | Kanada             | C        | Washington Capitals                    | Seattle Thunderbirds (WHL)                |
| 188. | Roy Mitchell       | Kanada             | D        | Canadiens de Montréal                  | Portland Winter Hawks (WHL)               |
| 189. | Sergei Gomoljako   | Sowjetunion        | RW       | Calgary Flames                         | Traktor Tscheljabinsk (Wysschaja Liga)    |

### Runde 10
| #    | Spieler           | Nationalität       | Position | NHL-Team                                | College-/Junioren-/Profi-Team            |
| ---- | ----------------- | ------------------ | -------- | --------------------------------------- | ---------------------------------------- |
| 190. | Andrei Chomutow   | Sowjetunion        | RW       | Nordiques de Québec                     | ZSKA Moskau (Wysschaja Liga)             |
| 191. | Wladimir Malachow | Sowjetunion        | D        | New York Islanders                      | ZSKA Moskau (Wysschaja Liga)             |
| 192. | Justin Tomberlin  | Vereinigte Staaten | C        | Toronto Maple Leafs                     | Greenway High (US High School)           |
| 193. | Joe Larson        | Vereinigte Staaten | C        | Winnipeg Jets                           | Minnetonka High (US High School)         |
| 194. | Mark Astley       | Kanada             | D        | Buffalo Sabres (von New Jersey Devils)  | Lake Superior State University (NCAA)    |
| 195. | Matt Saunders     | Kanada             | LW       | Chicago Blackhawks                      | Northeastern University (NCAA)           |
| 196. | Artūrs Irbe       | Sowjetunion        | G        | Minnesota North Stars                   | Dinamo Riga (Wysschaja Liga)             |
| 197. | Gus Morschauser   | Kanada             | G        | Vancouver Canucks                       | Kitchener Rangers (OHL)                  |
| 198. | John Valo         | Vereinigte Staaten | D        | St. Louis Blues                         | Detroit Compuware Ambassadors (NAHL)     |
| 199. | Trevor Buchanan   | Kanada             | RW       | Hartford Whalers                        | Kamloops Blazers (WHL)                   |
| 200. | Greg Bignell      | Kanada             | D        | Detroit Red Wings                       | Belleville Bulls (OHL)                   |
| 201. | Allen Kummu       | Kanada             | D        | Philadelphia Flyers                     | Humboldt Broncos (SJHL)                  |
| 202. | Roman Oksjuta     | Sowjetunion        | RW       | New York Rangers                        | Chimik Woskressensk (Wysschaja Liga)     |
| 203. | John Nelson       | Kanada             | RW       | Buffalo Sabres                          | Toronto Marlboros (OHL)                  |
| 204. | Rick Judson       | Vereinigte Staaten | LW       | Detroit Red Wings (von Edmonton Oilers) | University of Illinois at Chicago (NCAA) |
| 205. | Greg Hagen        | Vereinigte Staaten | RW       | Pittsburgh Penguins                     | Hill-Murray High (US High School)        |
| 206. | Geoff Simpson     | Kanada             | D        | Boston Bruins                           | Estevan Bruins (SJHL)                    |
| 207. | Jim Hiller        | Kanada             | RW       | Los Angeles Kings                       | Melville Millionaires (SJHL)             |
| 208. | Jiří Vykoukal     | Tschechoslowakei   | D        | Washington Capitals                     | TJ DS Olomouc (1. ČNHL)                  |
| 209. | Ed Henrich        | Vereinigte Staaten | D        | Canadiens de Montréal                   | Nichols School (US High School)          |
| 210. | Dan Sawyer        | Vereinigte Staaten | D        | Calgary Flames                          | Ramapo Rangers (USA Jr. B)               |

### Runde 11
| #    | Spieler               | Nationalität       | Position | NHL-Team              | College-/Junioren-/Profi-Team     |
| ---- | --------------------- | ------------------ | -------- | --------------------- | --------------------------------- |
| 211. | Byron Witkowski       | Kanada             | LW       | Nordiques de Québec   | Nipawin Hawks (SJHL)              |
| 212. | Kelly Ens             | Kanada             | C        | New York Islanders    | Lethbridge Hurricanes (WHL)       |
| 213. | Mike Jackson          | Kanada             | RW       | Toronto Maple Leafs   | Toronto Marlboros (OHL)           |
| 214. | Brad Podiak           | Vereinigte Staaten | C        | Winnipeg Jets         | Wayzata High (US High School)     |
| 215. | Jason Simon           | Kanada             | LW       | New Jersey Devils     | Windsor Compuware Spitfires (OHL) |
| 216. | Mike Kozak            | Kanada             | RW       | Chicago Blackhawks    | Clarkson University (NCAA)        |
| 217. | Tom Pederson          | Vereinigte Staaten | D        | Minnesota North Stars | University of Minnesota (NCAA)    |
| 218. | Hayden O’Rear         | Vereinigte Staaten | D        | Vancouver Canucks     | Lathrop High (US High School)     |
| 219. | Brian Lukowski        | Vereinigte Staaten | G        | St. Louis Blues       | Niagara Scenic (NAHL)             |
| 220. | John Battice          | Kanada             | D        | Hartford Whalers      | London Knights (OHL)              |
| 221. | Wladimir Konstantinow | Sowjetunion        | D        | Detroit Red Wings     | ZSKA Moskau (Wysschaja Liga)      |
| 222. | Matt Brait            | Kanada             | D        | Philadelphia Flyers   | St. Michael’s Buzzers (MetJBHL)   |
| 223. | Steve Locke           | Kanada             | D        | New York Rangers      | Niagara Falls Thunder (OHL)       |
| 224. | Todd Henderson        | Kanada             | G        | Buffalo Sabres        | Thunder Bay Flyers (USHL)         |
| 225. | Roman Božek           | Tschechoslowakei   | RW       | Edmonton Oilers       | Motor České Budějovice (1. Liga)  |
| 226. | Scott Farrell         | Kanada             | D        | Pittsburgh Penguins   | Spokane Chiefs (WHL)              |
| 227. | David Franzosa        | Vereinigte Staaten | LW       | Boston Bruins         | Boston College (NCAA)             |
| 228. | Steve Jaques          | Kanada             | D        | Los Angeles Kings     | Tri-City Americans (WHL)          |
| 229. | Andrei Sidorow        | Sowjetunion        | LW       | Washington Capitals   | Dinamo Charkiw (Wysschaja Liga)   |
| 230. | Justin Duberman       | Vereinigte Staaten | RW       | Canadiens de Montréal | University of North Dakota (NCAA) |
| 231. | Aljaksandr Judsin     | Sowjetunion        | D        | Calgary Flames        | Dynamo Moskau (Wysschaja Liga)    |

### Runde 12
| #    | Spieler           | Nationalität       | Position | NHL-Team                                | College-/Junioren-/Profi-Team           |
| ---- | ----------------- | ------------------ | -------- | --------------------------------------- | --------------------------------------- |
| 232. | Noel Rahn         | Vereinigte Staaten | C        | Nordiques de Québec                     | Edina High (US High School)             |
| 233. | Iain Fraser       | Kanada             | C        | New York Islanders                      | Oshawa Generals (OHL)                   |
| 234. | Steve Chartrand   | Kanada             | LW       | Toronto Maple Leafs                     | Voltigeurs de Drummondville (LHJMQ)     |
| 235. | Jewgeni Dawydow   | Sowjetunion        | LW       | Winnipeg Jets                           | ZSKA Moskau (Wysschaja Liga)            |
| 236. | Peter Larsson     | Schweden           | C        | New Jersey Devils                       | Södertälje SK (Elitserien)              |
| 237. | Mike Doneghey     | Vereinigte Staaten | G        | Chicago Blackhawks                      | Catholic Memorial High (US High School) |
| 238. | Helmuts Balderis  | Sowjetunion        | RW       | Minnesota North Stars                   | ohne Team                               |
| 239. | Darcy Cahill      | Kanada             | C        | Vancouver Canucks                       | Cornwall Royals (OHL)                   |
| 240. | Sergei Charin     | Sowjetunion        | RW       | Winnipeg Jets (von St. Louis Blues)     | Krylja Sowetow Moskau (Wysschaja Liga)  |
| 241. | Peter Kasowski    | Kanada             | C        | Hartford Whalers                        | Swift Current Broncos (WHL)             |
| 242. | Joe Frederick     | Vereinigte Staaten | RW       | Detroit Red Wings                       | Madison Capitols (USHL)                 |
| 243. | James Pollio      | Vereinigte Staaten | LW       | Philadelphia Flyers                     | Vermont Academy (US High School)        |
| 244. | Kenneth MacDermid | Kanada             | RW       | New York Rangers                        | Olympiques de Hull (LHJMQ)              |
| 245. | Mike Bavis        | Vereinigte Staaten | RW       | Buffalo Sabres                          | Cushing Academy (US High School)        |
| 246. | Jason Glickman    | Vereinigte Staaten | G        | Detroit Red Wings (von Edmonton Oilers) | Olympiques de Hull (LHJMQ)              |
| 247. | Jason Smart       | Kanada             | C        | Pittsburgh Penguins                     | Saskatoon Blades (WHL)                  |
| 248. | Jan Bergman       | Schweden           | D        | Vancouver Canucks (von Boston Bruins)   | Södertälje SK (Elitserien)              |
| 249. | Kevin Sneddon     | Kanada             | D        | Los Angeles Kings                       | Harvard University (NCAA)               |
| 250. | Ken House         | Kanada             | LW       | Washington Capitals                     | Miami University (NCAA)                 |
| 251. | Steve Cadieux     | Kanada             | C        | Canadiens de Montréal                   | Cataractes de Shawinigan (LHJMQ)        |
| 252. | Kenneth Kennholt  | Schweden           | D        | Calgary Flames                          | Djurgårdens IF (Elitserien)             |

## Statistik
| Rang | Nationalität       | Anzahl |
| ---- | ------------------ | ------ |
|      | Nordamerika        | 213    |
| 1.   | Kanada             | 137    |
| 2.   | Vereinigte Staaten | 76     |
|      | Europa             | 39     |
| 3.   | Sowjetunion        | 18     |
| 4.   | Schweden           | 9      |
| 5.   | Tschechoslowakei   | 8      |
| 6.   | Finnland           | 3      |
| 7.   | BR Deutschland     | 1      |

| Rang | Position             | Anzahl |
| ---- | -------------------- | ------ |
| 1.   | Verteidiger          | 82     |
| 2.   | rechte Flügelstürmer | 53     |
| 3.   | Center               | 50     |
| 4.   | linke Flügelstürmer  | 48     |
| 5.   | Torhüter             | 19     |

| Rang | Liga                                            | Anzahl |
| ---- | ----------------------------------------------- | ------ |
| 1.   | National Collegiate Athletic Association (NCAA) | 48     |
| 2.   | US High School                                  | 47     |
| 3.   | Western Hockey League (WHL)                     | 44     |
| 4.   | Ontario Hockey League (OHL)                     | 39     |
| 5.   | Wysschaja Liga                                  | 17     |
| 6.   | Ligue de hockey junior majeur du Québec (LHJMQ) | 16     |
| 7.   | 1. Liga                                         | 7      |
| 7.   | Elitserien                                      | 7      |
| 9.   | Saskatchewan Junior Hockey League (SJHL)        | 5      |
| 10.  | North American Hockey League (NAHL)             | 4      |
| 11.  | United States Hockey League (USHL)              | 3      |
| 12.  | Division 1                                      | 2      |
| 12.  | New England Junior Hockey League (NEJHL)        | 2      |
| 12.  | SM-liiga                                        | 2      |
| 12.  | USA Jr. B                                       | 2      |
| 16.  | 1. Česká národní hokejová liga (1. ČNHL)        | 1      |
| 16.  | I-divisioona                                    | 1      |
| 16.  | British Columbia Junior Hockey League (BCJHL)   | 1      |
| 16.  | Canadian Junior Hockey League (CJHL)            | 1      |
| 16.  | Hockey Canada                                   | 1      |
| 16.  | Metro Junior B Hockey League (MetJBHL)          | 1      |
| 16.  | ohne Team                                       | 1      |

## Rückblick

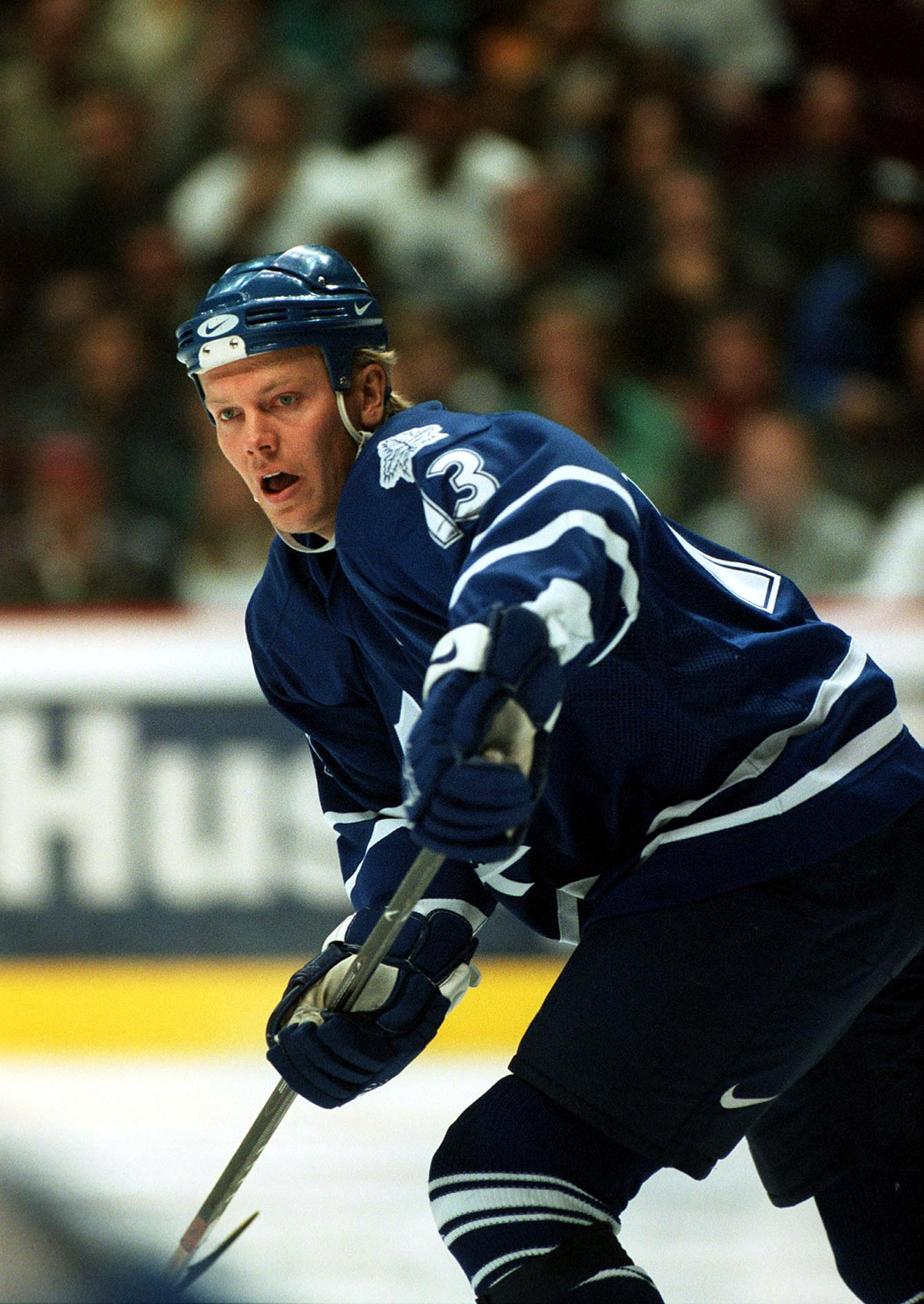
Mats Sundin, statistisch bester Spieler dieses Jahrgangs

Alle Spieler dieses Draft-Jahrgangs haben ihre Profikarrieren beendet. Die Tabellen zeigen die jeweils fünf besten Akteure in den Kategorien Spiele, Tore, Vorlagen und Scorerpunkte sowie die drei Torhüter mit den meisten Siegen in der NHL. Darüber hinaus haben 113 der 252 gewählten Spieler (ca. 45 %) mindestens eine NHL-Partie bestritten.
Abkürzungen: Sp = Spiele, T = Tore, V = Assists, Pkt = Scorerpunkte, S = Siege; Fett: Bestwert
| Pick | Spieler          | Position | Sp   | T   | V   | Pkt  |
| ---- | ---------------- | -------- | ---- | --- | --- | ---- |
| 1.   | Mats Sundin      | C        | 1346 | 564 | 784 | 1349 |
| 74.  | Sergei Fjodorow  | C        | 1248 | 483 | 698 | 1179 |
| 53.  | Nicklas Lidström | D        | 1564 | 264 | 878 | 1142 |
| 5.   | Bill Guerin      | RW       | 1263 | 429 | 427 | 856  |
| 113. | Pawel Bure       | RW       | 702  | 437 | 342 | 779  |
| 10.  | Robert Holík     | C        | 1314 | 326 | 421 | 747  |

| Pick | Spieler     | Sp  | S   |
| ---- | ----------- | --- | --- |
| 19.  | Olaf Kölzig | 719 | 303 |
| 196. | Artūrs Irbe | 568 | 218 |
| 35.  | Byron Dafoe | 415 | 171 |